# Karl Johan Metzén
Karl Johan Metzén, född 22 juni 1796 i Törnevalla församling, Östergötlands län, död 20 juli 1869 i Klockrike församling, Östergötlands län, var en svensk präst.

## Biografi
Karl Johan Metzén föddes 1796 i Törnevalla socken. Han var son till kyrkoherden Isaac Olofsson Metzén i Törnevalla församling och Gertrud Christina Lejman. Metzén studerade i Linköping och blev höstterminen 1815 student vid Uppsala universitet. Han avlade 12 juni 1826 magisterexamen och blev 22 oktober 1826 Lidénsk amanuens vid Akademiska biblioteket.  Metzén blev 11 mars 1828 docent i latin vid Uppsala universitet och blev 30 april 1828 bibliotekarie vid Linköpings stiftsbibliotek med tillträdde 1829. Han blev 18 november 1835 konsistorienotarie i Linköping, tillträde direkt och avlade 5 juni 1845 pastoralexamen. Metzén prästvigdes 8 juni 1845 och fick 16 april 1847 ansökningsrätt till regala pastorat inom Linköpings stift. Han blev 16 september 1851 kyrkoherde i Klockrike församling, tillträdde 1853, utnämndes 11 april 1855 till prost och blev 27 mars 1856 kontraktsprost i Gullbergs och Bobergs kontrakt. Metzén avled 1869 och begravdes 30 juli samma år av kyrkoherden Johan Fredrik Johansson i Vallerstads församling.

### Familj
Metzén gifte sig första gången 4 augusti 1831 med sysslingen Hedvig Amalia Sjöström (1804–1834), dotter till handlnanden Petrus Sjöström i Linköping och Hedvig Eleonora Metzén. De fick tillsammans barnen kyrkoherden Wilhelm Metzén (1832–1907) i Skänninge församling och Amalia Kathinka Wilhelmina Metzén (1833–1912) som var gift med grosshandlaren Valfrid Hjerbert i Göteborg.
Han gifte sig andra gången 13 oktober 1835 med Sally Röhl (1813–1871), dotter till konsul Jacob Röhl i Svenska Sankt Barthélemy och Christina Kjermann. De fick tillsammans barnen Carl Ossian Metzén (1836–1836), Sally Metzén (1837–1837), Carl Metzén (1840–1840) och Carl Gustaf Esaias Metzén (1850–1852).